# Кузнецовская Больница
Кузнецо́вская Больни́ца — населённый пункт в Фировском районе Тверской области. Входит в состав Великооктябрьского сельского поселения.

## География
Населённый пункт находится на берегу реки Цна, на расстоянии 14 км к юго-востоку посёлка городского типа Фирово, административного центра района.

### Часовой пояс
Кузнецовская Больница, как и вся Тверская область, находится в часовой зоне МСК (московское время). Смещение применяемого времени относительно UTC составляет +3:00.

## Население
| 2010 |
| ---- |
| 9    |